# 瓦西里·彼得罗夫
瓦西里·伊萬諾維奇·彼得羅夫，(俄语：Васи́лий Ива́нович Петро́в；1917年1月15日—2014年2月1日），是一個俄羅斯高級軍事官員和蘇聯元帥。

## 生平
彼得羅夫在1917年生於斯塔夫羅波爾省切尔诺列斯诺耶村。他在1935年高中畢業，並在兩年後於师范中等学校完成師範課程。他曾擔任教師执教两年。在1939年，因蘇聯取消了大学生与教师延缓入伍的规定，彼得羅夫加入蘇聯紅軍。
在大戰爆發前，彼得羅夫已完成了少尉训练班。他在1941年完成兩年制的初级指挥员速成班後，就立刻被調派至戰鬥部隊參加蘇德戰爭。同年8月起，他參與高加索方面的戰鬥，歷任骑兵排排长、连长、团副参谋长、营主任副官、冲锋枪营营长等职務。在1943年至1944年，他先後被調派至在乌克兰第一及第二方面军，並擔任第40独立摩托化步兵旅和第38步兵师的作战科科长。
在第二次世界大戰期間，彼得羅夫先後轉戰敖德薩圍城戰、塞瓦斯托波爾圍城戰、高加索戰役、解放烏克蘭、雅西-奇西瑙攻勢及布達佩斯攻勢等戰役，並在1944年加入苏联共产党。
戰後，彼得羅夫多次在莫斯科伏龍芝軍事學院及總參謀部軍事學院進修，歷任集团军司令部处长、步兵团团长、师参谋长、129摩托化步兵师师长。在1966年1月起出任远东军区第一副司令兼参谋长。在1972年，彼得羅夫獲升任遠東軍區司令，同時晉升為大将。
1976年5月，彼得羅夫調任蘇聯武裝力量陆军第一副总司令。在歐加登戰爭其間，彼得罗夫担任了埃塞俄比亚军队总顾问，協助指挥作战。1980年升任苏联国防部第一副部长兼陆军总司令。1982年2月16日，彼得羅夫因出色履行政府交给的使命而獲授予蘇聯的最高榮譽蘇聯英雄金星獎章。翌年，他獲晉升為蘇聯元帥
1986年7月，彼得罗夫退出現役。蘇聯解體後，彼得罗夫在1992年1月出任俄羅斯国防部总监察组总监、独联体联合武装力量总参谋部顾问；1992年9月任俄罗斯国防部长特别顾问。1998年，彼得罗夫在莫斯科出版了其著作－《保卫祖国的神圣责任》。
2014年2月1日莫斯科时间23点55分，彼得罗夫因病在莫斯科中央军事临床医院逝世，享年97歲。

## 軍銜
- 上校　　：1952年4月29日。
- 少將　　：1961年5月9日。
- 中將　　：1965年6月16日
- 上將　　：1970年4月29日。
- 大將　　：1972年12月15日。
- 蘇聯元帥：1983年3月25日。

## 榮譽
彼得羅夫在其服役期間多次獲得蘇聯及其他國家的榮譽。在其退伍後，也獲頒俄羅斯的勳章獎章。以下為其所獲的部分榮譽

### 蘇聯及俄羅斯勳章獎章
|  | 蘇聯英雄金星獎章：1982年2月16日                                           |
|  | 亞歷山大·涅夫斯基勳章：2012年5月3日（為他在加強國防優勢和多年的公益活動） |
|  | 列寧勳章：1967年12月、1978年2月、1982年2月、1987年1月                     |
|  | 十月革命勳章：1974年2月                                                   |
|  | 紅旗勳章：1944年10月                                                      |
|  | 一級衛國戰爭勳章：1944年7月、1985年4月                                    |
|  | 二級衛國戰爭勳章：1943年10月                                              |
|  | 紅星勳章：1942年11月、1955年10月                                          |
|  | 三級在蘇聯武裝力量中為祖國服務勳章：1976年2月                             |
|  | 朱可夫獎章                                                                |
|  | 戰功獎章                                                                  |
|  | 弗拉基米爾·伊里奇·列寧誕辰一百週年紀念獎章                                |
|  | 保衛蘇聯國界有功獎章                                                      |
|  | 保衛敖德薩獎章                                                            |
|  | 保衛塞瓦斯托波爾獎章                                                      |
|  | 保衛高加索獎章                                                            |
|  | 攻克布達佩斯獎章                                                          |
|  | 1941-1945年大衛國戰爭戰勝德國獎章                                         |
|  | 1941-1945年偉大衛國戰爭勝利二十週年獎章                                   |
|  | 1941-1945年偉大衛國戰爭勝利三十週年獎章                                   |
|  | 1941-1945年偉大衛國戰爭勝利四十週年獎章                                   |
|  | 1941-1945年偉大衛國戰爭勝利五十週年獎章                                   |
|  | 1941-1945年偉大衛國戰爭勝利六十週年獎章                                   |
|  | 1941-1945年偉大衛國戰爭勝利六十五週年獎章                                 |
|  | 莫斯科建城八百五十週年紀念獎章                                            |
|  | 蘇聯武裝力量老兵獎章                                                      |
|  | 鞏固戰鬥友誼獎章                                                          |
|  | 處女地開墾獎章                                                            |
|  | 苏维埃陆军海军三十周年奖章                                                |
|  | 蘇聯武裝力量四十週年紀念獎章                                              |
|  | 蘇聯武裝力量五十週年紀念獎章                                              |
|  | 蘇聯武裝力量六十週年紀念獎章                                              |
|  | 蘇聯武裝力量七十週年紀念獎章                                              |
|  | 一級圓滿服役獎章                                                          |

## 外部連結
- http://wwii-soldat.narod.ru/200/ARTICLES/BIO/petrov_vi.htm （页面存档备份，存于）